# وزل (السدة)

تعديل مصدري - تعديل

وزل محلة تابعة لقرية مابة، التابعة لعزلة بني الحارث بمديرية السدة إحدى مديريات محافظة إب في الجمهورية اليمنية.، بلغ تعداد سكانها 182 حسب تعداد اليمن لعام 2004.